# Itasca (Texas)
Itasca és una població dels Estats Units a l'estat de Texas. Segons el cens del 2000 tenia 1.503 habitants.

## Demografia
Segons el cens del 2000, Itasca tenia 1.503 habitants, 549 habitatges, i 384 famílies. La densitat de població era de 479,6 habitants/km².
Dels 549 habitatges en un 32,6% hi vivien nens de menys de 18 anys, en un 51% hi vivien parelles casades, en un 13,7% dones solteres, i en un 29,9% no eren unitats familiars. En el 25,3% dels habitatges hi vivien persones soles el 13,1% de les quals corresponia a persones de 65 anys o més que vivien soles. El nombre mitjà de persones vivint en cada habitatge era de 2,63 i el nombre mitjà de persones que vivien en cada família era de 3,17.
Per edats la població es repartia de la següent manera: un 26,2% tenia menys de 18 anys, un 10% entre 18 i 24, un 26,3% entre 25 i 44, un 19,4% de 45 a 60 i un 18,1% 65 anys o més.
L'edat mediana era de 36 anys. Per cada 100 dones de 18 o més anys hi havia 97,3 homes.
La renda mediana per habitatge era de 30.050 $ i la renda mediana per família de 34.241 $. Els homes tenien una renda mediana de 26.200 $ mentre que les dones 22.045 $. La renda per capita de la població era de 13.443 $. Aproximadament el 15,2% de les famílies i el 20% de la població estaven per davall del llindar de pobresa.

## Poblacions més properes
El següent diagrama mostra les poblacions més properes.